# National Society of Film Critics Award per la miglior sceneggiatura
Il Stai creando National Society of Film Critics Award per la miglior sceneggiatura (National Society of Film Critics Award for Best Screenplay) è un premio cinematografico assegnato alla sceneggiatura di un film votata dai membri dalla National Society of Film Critics (NSFC) come la migliore dell'anno.
È stato consegnato annualmente dal 1968 in poi. Ingmar Bergman, Paul Mazursky e la coppia Albert Brooks/Monica Johnson hanno entrambi vinto il premio due volte, più di chiunque altro.

## Vincitori
I vincitori del premio sono indicati in grassetto a fianco della rispettiva annata di premiazione:

### Anni 1960
- 1968: David Newman e Robert Benton - Gangster Story (Bonnie and Clyde)
- 1969: John Cassavetes - Volti (Faces)

### Anni 1970
- 1970: Paul Mazursky e Larry Tucker - Bob & Carol & Ted & Alice
- 1971 (gennaio): Éric Rohmer - La mia notte con Maud (Ma nuit chez Maud)
- 1971 (dicembre): Penelope Gilliatt - Domenica, maledetta domenica (Sunday Bloody Sunday)
- 1972: Ingmar Bergman - Sussurri e grida (Viskningar och rop)
- 1974: George Lucas, Gloria Katz e Willard Huyck - American Graffiti
- 1975 (gennaio): Ingmar Bergman - Scene da un matrimonio (Scener ur ett äktenskap)
- 1975 (dicembre): Robert Towne e Warren Beatty - Shampoo
- 1977 (gennaio): Alain Tanner e John Berger - Jonas che avrà vent'anni nel 2000 (Jonas qui aura 25 ans en l'an 2000)
- 1977 (dicembre): Woody Allen e Marshall Brickman - Io e Annie (Annie Hall)
- 1979: Paul Mazursky - Una donna tutta sola (An Unmarried Woman)

### Anni 1980
- 1980: Steve Tesich - All American Boys (Breaking Away)
- 1981: Bo Goldman - Una volta ho incontrato un miliardario (Melvin and Howard)
- 1982: John Guare - Atlantic City, U.S.A. (Atlantic City)
- 1983: Murray Schisgal e Larry Gelbart - Tootsie
- 1984: Bill Forsyth - Local Hero
- 1985: Lowell Ganz, Babaloo Mandel e Bruce Jay Friedman - Splash - Una sirena a Manhattan (Splash)
- 1986: Albert Brooks e Monica Johnson - Pubblicitario offresi (Lost in America)
- 1987: Hanif Kureishi - My Beautiful Laundrette
- 1988: John Boorman - Anni '40 (Hope and Glory)
- 1989: Ron Shelton - Bull Durham

### Anni 1990
- 1990: Gus Van Sant e Daniel Yost - Drugstore Cowboy
- 1991: Charles Burnett - Dormire con rabbia (To Sleep with Anger)
- 1992: David Cronenberg - Il pasto nudo (Naked Lunch)
- 1993: David Webb Peoples - Gli spietati (Unforgiven)
- 1994: Jane Campion - Lezioni di piano (The Piano)
- 1995: Quentin Tarantino e Roger Avary - Pulp Fiction
- 1996: Amy Heckerling - Ragazze a Beverly Hills (Clueless)
- 1997: Albert Brooks e Monica Johnson - Mamma torno a casa (Mother)
- 1998: Curtis Hanson e Brian Helgeland - L.A. Confidential
- 1999: Scott Frank - Out of Sight

### Anni 2000
- 2000: Charlie Kaufman - Essere John Malkovich (Being John Malkovich)
- 2001: Kenneth Lonergan - Conta su di me (You Can Count On Me)
- 2002: Julian Fellowes - Gosford Park
- 2003: Ronald Harwood - Il pianista (The Pianist)
- 2004: Shari Springer Berman e Robert Pulcini - American Splendor
- 2005: Alexander Payne e Jim Taylor - Sideways - In viaggio con Jack (Sideways)
- 2006: Noah Baumbach - Il calamaro e la balena (The Squid and the Whale)
- 2007: Peter Morgan - The Queen - La regina (The Queen)
- 2008: Tamara Jenkins - La famiglia Savage (The Savages)
- 2009: Mike Leigh - La felicità porta fortuna - Happy Go Lucky (Happy-Go-Lucky)

### Anni 2010
- 2010: Joel ed Ethan Coen - A Serious Man
- 2011: Aaron Sorkin - The Social Network
- 2012: Asghar Farhadi - Una separazione (Jodāyi-e Nāder az Simin)
- 2013: Tony Kushner - Lincoln
- 2014: Richard Linklater, Ethan Hawke e Julie Delpy - Before Midnight
- 2015: Wes Anderson - Grand Budapest Hotel (The Grand Budapest Hotel)
- 2016: Tom McCarthy e Josh Singer - Il caso Spotlight (Spotlight)
- 2017: Kenneth Lonergan - Manchester by the Sea
- 2018: Greta Gerwig - Lady Bird
- 2019: Armando Iannucci, David Schneider, Ian Martin e Peter Fellows - Morto Stalin, se ne fa un altro (The Death of Stalin)

### Anni 2020
- 2020: Bong Joon-ho e Han Ji-won - Parasite (Gisaenchung)
- 2021: Eliza Hittman - Mai raramente a volte sempre (Never Rarely Sometimes Always)
- 2022: Ryūsuke Hamaguchi e Takamasa Ōe - Drive My Car
- 2023: Todd Field - Tár
- 2024: Samy Burch - May December
- 2025: Jesse Eisenberg - A Real Pain